# Kanton Carquefou
Carquefou is een kanton van het Franse departement Loire-Atlantique. Het kanton maakt deel uit van het arrondissement Nantes. Bij de herindeling van de kantons bij decreet van 25 februari 2014 werd dit kanton niet gewijzigd.

## Gemeenten
Het kanton Carquefou omvat de volgende gemeenten:
- Carquefou (hoofdplaats)
- Mauves-sur-Loire
- Sainte-Luce-sur-Loire
- Thouaré-sur-Loire